# Stig Lommer
Stig Lommer (19. juni 1907 i København – 28. juni 1976 i Skagen) var skuespiller, tekstforfatter og teaterdirektør m.m. Han blev især kendt som revydirektør fra midten af 1930'erne frem til midten af 1960'erne, og under hans ledelse fik mange komikere og skuespillere deres store folkelige gennembrud. Det gælder f.eks. Kjeld Petersen og Dirch Passer – ikke mindst i Kellerdirk Bros – samt Jørgen Ryg og Preben Kaas. I midten af 1950'erne introducerede han desuden en trup af korpiger kaldet "Lommerpiger"; en række senere kendte skuespillerinder fik deres teaterdebut som Lommerpiger, bl.a. Daimi, Lone Hertz og Helle Hertz.

## Karriere
Efter studentereksamen i 1925 debuterede Stig Lommer som skuespiller i Studenterrevyen 1926. I de følgende år kunne han ses på en række teatre, men han havde også bijob som bladtegner og teatermaler.
I 1935 blev han direktør for Hornbækrevyen, som han også spillede med i. Herefter var han direktør for en lang række revyer og teatre, hvor især hans tid på ABC Teatret fra 1949 var et højdepunkt. Det var her, han havde held med at få det bedste ud af en række af tidens førende revyskuespillere.
Lommer har desuden haft biroller i en håndfuld spillefilm, de fleste i 1940'erne.

## Revyer

### Medvirkende
- A.B.C. revyerne 1949, 1956, 1961, 1962, 1963
- Betty Nansen Teatret 1936, 1937, 1938
- Cirkusrevyen, 1955
- Dagmar Revyen 1928
- Helsingør-Revyen 1931, 1933, 1934
- Hornbæk Revyen 1935, 1936, 1942, 1943, 1947
- Marienlyst - Helsingør 1948
- Nykøbing F. Revyen 1939
- Rialto 1945
- Scala Teater 1927
- Stig på 1975
- Studenterforeningens revy 1925, 1926, 1927, 1932
- Tivoli Revyen 1941, 1949, 1954

### Direktør, instruktør m.v.
- Hornbæk Revyen (1935)	Direktion
- Apollo Revyen (1935)	Dekorationer
- Hornbæk Revyen (1936)	Dekorationer, direktion
- Bar Nyt-Revyen (1936)	Direktion
- Stig Lommer revyen (1937) Instruktion, direktion, dekorationer
- Apollo Revyen (1938)	Dekorationdesigner
- Sommerrevyen 1960 (1940) Dekorationer
- Apollo Revyen (1940)	Dekorationdesigner
- En buket kvinder (1941) Direktion
- Hornbæk Revyen (1942)	Direktion
- Hornbæk Revyen (1943)	Direktion, dekorationer, instruktion
- Hornbæk Revyen (1944)	Instruktion, direktion
- Tivoli-Revyen (1945)	Instruktion
- Tivoli-Revyen (1946)	Instruktion
- Stig Lommer revyen (1948) Instruktion
- Sommerrevyen 1948 (1948) Dekorationer
- Forargelsens sommerhus (1950)	Instruktion
- Hornbæk Revyen (1950)	Direktion
- Forargelsens vershus (1950) Instruktion, direktion
- Hornbæk Revyen - Hønsegården (1951) Direktion
- - Så går karrusellen (1951) Instruktion
- Har vi det ikke dejligt (1951) Instruktion, direktion
- ABCDecameron (1952) Instruktion
- Mestersangeren i Revyenberg (1952) Direktion, instruktion
- Slap af (1952) Dekorationer, direktion
- Dagmar Revyen (1953)	Direktion, Instruktion
- Knojern, konjak og kærlighed (1953) Instruktion, direktion
- Evergreens (1954) Direktion
- Juleknas (1954) Direktion
- Cirkusrevyen (1955) Instruktion
- Kiss me goodnight (1955)	Direktion
- Det lille A.B.C. hus (1955)	Direktion, instruktion, tekstforfatter
- Paris-København (1955)	Instruktion
- A.B.C. revy 55 (1955)	Direktion, Instruktion
- ABC for viderekomne (1956)	Instruktion, direktion
- Knaldperler (1956) Instruktion
- Saad´n sat (1956) Instruktion, direktion
- På slap line (1957) Direktion, instruktion
- Ska' vi sofa eller hva' eller... (1957) Direktion
- Den nyeste i byen (1958) Instruktion
- Spræl, sprællemand, spræl (1958) Instruktion
- Sjov, sjovere, sjovest (1958)	Instruktion
- Værs'go og skyl (1961) Direktion, instruktion
- Værs'go og skyl. Anden skylle. (1961)	Direktion, instruktion
- Holder De af Brams, Passer og Petersen? (1962) Direktion
- I al fjendtskabelighed (1962)	Instruktion
- Lige i øjet (1962) Instruktion, direktion
- A.B.C. revy (1963) Direktion
- Hvordan man bliver til grin uden selv at (1964) Instruktion, direktion
- Goodbye to all that (1965) Instruktion
- Sommerleg (Prins Hamlet Teatret 1967) Direktion, Instruktion
- Gris på gaflen (1967)	Direktion
- Stig på (1975) Tekstforfatter, dekorationer, direktion, instruktion

## Familie
Han var søn af bankkasserer Hans Christian Reinholdt Lommer og hustru Olivia Margrethe Vilhelmine Lommer.
Han blev gift med Norma Verona Bagger den 10. januar 1930. Parret fik sammen to børn, Ole og Gitte.
Sammen med skuespillerinden Lone Hertz fik Stig Lommer i 1960 Steen Stig Lommer.

## Gravsted
Stig Lommer er begravet på Solbjerg Parkkirkegård.